# Arquidiócesis de Malanje
La arquidiócesis de Malanje (en latín: Archidioecesis Malaniensis y en portugués: Arquidiocese de Malanje) es una circunscripción eclesiástica de la Iglesia católica en Angola. Se trata de una arquidiócesis latina, sede metropolitana de la provincia eclesiástica de Malanje. Desde el 29 de septiembre de 2021 su arzobispo es Luzizila Kiala.

## Territorio y organización
La arquidiócesis tiene 97 602 km² y extiende su jurisdicción sobre los fieles católicos de rito latino residentes en la provincia de Malanje.
La sede de la arquidiócesis se encuentra en la ciudad de Malanje, en donde se halla la Catedral de Nuestra Señora de la Asunción. 
La arquidiócesis tiene como sufragáneas a las diócesis de: N'Dalatando y Uíge.
En 2021 en la arquidiócesis existían 23 parroquias.

## Historia
La diócesis de Malanje fue erigida el 25 de noviembre de 1957 con la bula Inter sollicitudines del papa Pío XII, obteniendo el territorio de la arquidiócesis de Luanda y de la diócesis de Silva Porto (hoy diócesis de Kuito-Bié). Originalmente era sufragánea de la arquidiócesis de Luanda.
El 10 de agosto de 1975 cedió una porción de su territorio para la erección de la diócesis de Henrique De Carvalho (hoy arquidiócesis de Saurimo) mediante la bula Ut apostolicum del papa Pablo VI, y al mismo tiempo incorporó algunos territorios que pertenecían a la arquidiócesis de Luanda.
El 12 de abril de 2011 fue elevada al rango de arquidiócesis metropolitana con la bula Cum in Angolia por el papa Benedicto XVI.

## Estadísticas
Según el Anuario Pontificio 2022 la arquidiócesis tenía a fines de 2021 un total de 658 190 fieles bautizados.
| Año                                                                             | Población            | Población | Población      | Sacerdotes | Sacerdotes    | Sacerdotes    | Bautizados por sacerdote | Diáconos permanentes | Religiosos | Religiosos | Parroquias |
| Año                                                                             | Bautizados católicos | Total     | % de católicos | Total      | Clero secular | Clero regular | Bautizados por sacerdote | Diáconos permanentes | Varones    | Mujeres    | Parroquias |
| ------------------------------------------------------------------------------- | -------------------- | --------- | -------------- | ---------- | ------------- | ------------- | ------------------------ | -------------------- | ---------- | ---------- | ---------- |
| 1969                                                                            | 142 321              | 771 000   | 18.5           | 50         | 20            | 30            | 2846                     |                      | 35         | 66         | 17         |
| 1980                                                                            | 137 500              | 555 000   | 24.8           | 15         | 3             | 12            | 9166                     |                      | 15         | 29         | 14         |
| 1990                                                                            | 185 000              | 590 000   | 31.4           | 15         | 6             | 9             | 12 333                   | 1                    | 12         | 80         | 14         |
| 1999                                                                            | 153 000              | 503 011   | 30.4           | 16         | 6             | 10            | 9 562                    |                      | 10         | 125        | 14         |
| 2000                                                                            | 176 996              | 510 000   | 34.7           | 11         | 6             | 5             | 16 090                   |                      | 6          | 100        | 9          |
| 2001                                                                            | 177 485              | 505 000   | 35.1           | 15         | 4             | 11            | 11 832                   |                      | 25         | 67         | 14         |
| 2002                                                                            | 183 325              | 506 000   | 36.2           | 17         | 6             | 11            | 10 783                   |                      | 25         | 69         | 14         |
| 2003                                                                            | 392 000              | 1 312 000 | 29.9           | 21         | 10            | 11            | 18 666                   |                      | 13         | 96         | 8          |
| 2004                                                                            | 454 000              | 990 600   | 45.8           | 21         | 10            | 11            | 21 619                   |                      | 14         | 90         | 4          |
| 2013                                                                            | 573 000              | 1 252 000 | 45.8           | 29         | 11            | 18            | 19 758                   |                      | 56         | 83         | 4          |
| 2016                                                                            | 800 000              | 1 356 667 | 59.0           | 29         | 6             | 23            | 27 586                   |                      | 103        | 113        | 18         |
| 2019                                                                            | 618 830              | 1 030 000 | 60.1           | 37         | 12            | 25            | 16 725                   |                      | 86         | 129        | 17         |
| 2021                                                                            | 658 190              | 1 095 540 | 60.1           | 35         | 13            | 22            | 18 805                   |                      | 43         | 129        | 23         |
| Fuente: Catholic-Hierarchy, que a su vez toma los datos del Anuario Pontificio. |                      |           |                |            |               |               |                          |                      |            |            |            |

## Episcopologio
- Manuel Nunes Gabriel † (5 de diciembre de 1957-13 de febrero de 1962 nombrado arzobispo coadjutor de Luanda[nota 1])
- Pompeu de Sá Leão y Seabra † (20 de diciembre de 1962-7 de abril de 1973 falleció)
- Eduardo André Muaca † (25 de septiembre de 1973-10 de agosto de 1975 nombrado arzobispo coadjutor de Luanda[nota 2])
- Alexandre do Nascimento † (10 de agosto de 1975-3 de febrero de 1977 nombrado arzobispo de Lubango)
- Eugénio Salessu † (3 de febrero de 1977-27 de agosto de 1998 retirado)
- Luis María Pérez de Onraita Aguirre † (27 de agosto de 1998 por sucesión-19 de mayo de 2012 retirado)
- Benedito Roberto, C.S.Sp. † (19 de mayo de 2012-8 de noviembre de 2020 falleció)
- Luzizila Kiala, desde el 29 de septiembre de 2021